# 岩手県道249号桜峠平田線
岩手県道249号桜峠平田線（いわてけんどう249ごう さくらとうげへいたせん）は、岩手県釜石市を通る一般県道である。1969年の石塚トンネル開通以前は国道45号の一部であった。

## 概要

### 路線データ
- 起点 : 釜石市唐丹町桜峠（国道45号交点）
- 終点 : 釜石市平田（国道45号交点）
- 実延長 : 17,846.1 m
- 認定年月日 : 1974年6月21日

## 地理

### 通過する自治体
- 釜石市

### 交差する道路
- 国道45号（起点）
- 国道45号（終点）